# برايان جون
برايان جون (بالإنجليزية: Brian Jun)‏ هو مخرج أمريكي، ولد في 21 أكتوبر 1979 في ألتون في الولايات المتحدة.

## وصلات خارجية
- برايان جون على موقع IMDb (الإنجليزية)
- برايان جون على موقع ألو سيني (الفرنسية)
- برايان جون على موقع أول موفي (الإنجليزية)
- برايان جون على موقع قاعدة بيانات الأفلام السويدية (السويدية)
- برايان جون على موقع قاعدة بيانات الفيلم (الإنجليزية)
- برايان جون على موقع كينوبويسك (الروسية)